# Rajd Włoch 1999
Rezultaty Rajdu Włoch (41º Rallye Sanremo – Rallye d’Italia), eliminacji Rajdowych Mistrzostw Świata w 1999 roku, który odbył się w dniach 11 października - 13 października. Była to dwunasta runda czempionatu w tamtym roku i czwarta na szutrze, a także dwunasta w Production World Rally Championship i dziewiąta w mistrzostwach Włoch. Bazą rajdu było miasto San Remo. Zwycięzcami rajdu została fińska załoga Tommi Mäkinen i Risto Mannisenmäki w Mitsubishi Lancerze Evo VI. Wyprzedzili oni Francuzów Gillesa i Hervé’a Panizzich w Peugeocie 206 WRC oraz Didiera Auriola i Denisa Giraudeta w Toyocie Corolli WRC. Z kolei w Production WRC zwyciężyła włoska załoga Gianluigi Galli i Guido D’Amore w Mitsubishi Carismie GT Evo V.
Rajdu nie ukończyło sześć załóg fabrycznych. Hiszpan Carlos Sainz w Toyocie Corolli WRC miał wypadek na 6. odcinku specjalnym. Brytyjczyk Richard Burns w Subaru Imprezie WRC wycofał się na 8. odcinku specjalnym z powodu awarii skrzyni biegów. Rajdu nie ukończył również kierowca Forda Focusa WRC Brytyjczyk Colin McRae, który miał wypadek na 13. oesie. Kierowca Seata Córdoby WRC Włoch Piero Liatti miał awarię skrzyni biegów na 15. oesie. Na 9. odcinku specjalnym z rajdu odpadł Niemiec Armin Schwarz w Škodzie Octavii WRC, który miał awarię układu kierowniczego. Z kolei na 17. oesie wycofał się Francuz François Delecour w Peugeocie 206 WRC, któremu zepsuł się układ elektryczny.

## Klasyfikacja ostateczna
| Miejsce                | Zawodnik               | Pilot                  | Samochód                     | Czas                   | Strata                 | Grupa                  | Punkty                 |                        |
| Klasyfikacja generalna | Klasyfikacja generalna | Klasyfikacja generalna | Klasyfikacja generalna       | Klasyfikacja generalna | Klasyfikacja generalna | Klasyfikacja generalna | Klasyfikacja generalna | Klasyfikacja generalna |
| ---------------------- | ---------------------- | ---------------------- | ---------------------------- | ---------------------- | ---------------------- | ---------------------- | ---------------------- | ---------------------- |
| 1.                     | Tommi Mäkinen          | Risto Mannisenmäki     | Mitsubishi Lancer Evo VI     | 4:26:45.0              |                        | A8 M                   | 10                     |                        |
| 2.                     | Gilles Panizzi         | Hervé Panizzi          | Peugeot 206 WRC              | 4:27:03.0              | +18.0                  | A8 M                   | 6                      |                        |
| 3.                     | Didier Auriol          | Denis Giraudet         | Toyota Corolla WRC           | 4:27:27.2              | +42.2                  | A8 M                   | 4                      |                        |
| 4.                     | Freddy Loix            | Sven Smeets            | Mitsubishi Carisma GT Evo VI | 4:29:58.1              | +3:13.1                | A8 M                   | 3                      |                        |
| 5.                     | Andrea Aghini          | Loris Roggia           | Toyota Corolla WRC           | 4:30:35.2              | +3:50.2                | A8                     | 2                      |                        |
| 6.                     | Juha Kankkunen         | Juha Repo              | Subaru Impreza WRC           | 4:30:45.5              | +4:00.5                | A8 M                   | 1                      |                        |
| 7.                     | Simon Jean-Joseph      | Fred Gallagher         | Ford Focus WRC               | 4:30:59.5              | +4:14.5                | A8 M                   |                        |                        |
| 8.                     | Marcus Grönholm        | Timo Rautiainen        | Peugeot 206 WRC              | 4:31:25.8              | +4:40.8                | A8                     |                        |                        |
| 9.                     | Franco Cunico          | Luigi Pirollo          | Subaru Impreza WRC           | 4:32:35.2              | +5:50.2                | A8                     |                        |                        |
| 10.                    | Andrea Navarra         | Simona Fedeli          | Ford Escort WRC              | 4:34:47.3              | +8:02.3                | A8                     |                        |                        |
| PWRC                   |                        |                        |                              |                        |                        |                        |                        |                        |
| 1. (22.)               | Gianluigi Galli        | Guido D’Amore          | Mitsubishi Carisma GT Evo V  | 4:47:19.8              |                        | N4                     | 10                     |                        |
| 2. (25.)               | Manfred Stohl          | Peter Müller           | Mitsubishi Lancer Evo VI     | 4:48:59.6              | +1:39.8                | N4                     | 6                      |                        |
| 3. (26.)               | Mario Stagni           | Roberto Paganoni       | Mitsubishi Carisma GT Evo V  | 4:49:51.0              | +2:31.2                | N4                     | 4                      |                        |
| 4. (29.)               | Sandro Sottile         | Luca De Rizzo          | Mitsubishi Lancer Evo V      | 4:52:21.4              | +5:01.6                | N4                     | 3                      |                        |
| 5. (30.)               | Luca Baldini           | Massimo Agostinelli    | Mitsubishi Carisma GT Evo V  | 4:53:30.0              | +6:10.2                | N4                     | 2                      |                        |
| 6. (32.)               | Hamed Al-Wahaibi       | Tony Sircombe          | Mitsubishi Lancer Evo VI     | 4:55:45.9              | +8:26.1                | N4 TC                  | 1                      |                        |
| 2L WRC                 |                        |                        |                              |                        |                        |                        |                        |                        |
| 1. (12.)               | Piero Longhi           | Lucio Baggio           | Renault Mégane Maxi          | 4:37:45.1              | -                      | A7                     |                        |                        |
| 2. (14.)               | Raphael Sperrer        | Per Carlsson           | Renault Mégane Maxi          | 4:39:16.0              | +1:30.9                | A7                     |                        |                        |
| 3. (17.)               | Martin Rowe            | Derek Ringer           | Renault Mégane Maxi          | 4:43:08.3              | +5:23.2                | A7                     |                        |                        |

1. ↑  Litera M przy oznaczeniu grupy do której należy samochód oznacza, iż tylko ci kierowcy zdobywali punkty dla swoich zespołów liczonych w klasyfikacji producentów na koniec sezonu.

## Zwycięzcy odcinków specjalnych
| Dzień      | Odcinek | G. rozp. | Nazwa               | Długość  | Zwycięzca         | Czas    | Lider rajdu       |
| ---------- | ------- | -------- | ------------------- | -------- | ----------------- | ------- | ----------------- |
| 1 (11 PAŹ) | SS1     | 08:40    | San Romolo 1        | 18.50 km | Gilles Panizzi    | 12:03.4 | Gilles Panizzi    |
| 1 (11 PAŹ) | SS2     | 09:07    | Monte Ceppo 1       | 19.53 km | François Delecour | 13:22.5 | François Delecour |
| 1 (11 PAŹ) | SS3     | 11:39    | Pantasina 1         | 9.28 km  | Gilles Panizzi    | 6:20.9  | Gilles Panizzi    |
| 1 (11 PAŹ) | SS4     | 12:26    | Colle d'Oggia 1     | 20.53 km | Gilles Panizzi    | 13:45.2 | Gilles Panizzi    |
| 1 (11 PAŹ) | SS5     | 14:39    | San Romolo 2        | 18.50 km | Gilles Panizzi    | 11:59.5 | Gilles Panizzi    |
| 1 (11 PAŹ) | SS6     | 15:06    | Monte Ceppo 2       | 19.53 km | François Delecour | 13:17.7 | François Delecour |
| 2 (12 PAŹ) | SS7     | 08:49    | Torre del Vengore 1 | 29.50 km | François Delecour | 21:25.4 | François Delecour |
| 2 (12 PAŹ) | SS8     | 09:42    | Loazzolo 1          | 7.36 km  | Gilles Panizzi    | 4:55.1  | François Delecour |
| 2 (12 PAŹ) | SS9     | 11:18    | Turpino 1           | 24.45 km | Colin McRae       | 15:19.6 | François Delecour |
| 2 (12 PAŹ) | SS10    | 12:07    | Ponzone 1           | 22.68 km | Tommi Mäkinen     | 17:04.3 | François Delecour |
| 2 (12 PAŹ) | SS11    | 14:14    | Torre del Vengore 2 | 29.50 km | Tommi Mäkinen     | 21:09.6 | François Delecour |
| 2 (12 PAŹ) | SS12    | 15:07    | Loazzolo 2          | 7.36 km  | Colin McRae       | 4:52.7  | François Delecour |
| 2 (12 PAŹ) | SS13    | 16:43    | Turpino 2           | 24.45 km | Tommi Mäkinen     | 15:21.3 | François Delecour |
| 2 (12 PAŹ) | SS14    | 17:32    | Ponzone 2           | 22.68 km | Tommi Mäkinen     | 16:57.0 | Gilles Panizzi    |
| 3 (13 PAŹ) | SS15    | 07:46    | Colle Langan 1      | 40.61 km | Tommi Mäkinen     | 27:51.3 | Tommi Mäkinen     |
| 3 (13 PAŹ) | SS16    | 10:54    | Pantasina 2         | 09.28 km | François Delecour | 6:41.3  | François Delecour |
| 3 (13 PAŹ) | SS17    | 11:41    | Colle d'Oggia 2     | 20.53 km | Gilles Panizzi    | 14:24.3 | Gilles Panizzi    |
| 3 (13 PAŹ) | SS18    | 13:55    | Colle Langan 2      | 40.61 km | Tommi Mäkinen     | 28:14.7 | Tommi Mäkinen     |

## Klasyfikacja po 12 rundach
Tabele przedstawiają tylko pięć pierwszych miejsc.

### Kierowcy
| Lp. | Kierowca       | Pkt |
| --- | -------------- | --- |
| 1   | Tommi Mäkinen  | 58  |
| 2   | Didier Auriol  | 52  |
| 3   | Juha Kankkunen | 38  |
| 4   | Carlos Sainz   | 38  |
| 5   | Richard Burns  | 35  |

### Producenci
| Lp. | Producent                    | Pkt |
| --- | ---------------------------- | --- |
| 1   | Toyota Castrol Team          | 103 |
| 2   | Subaru WRT                   | 79  |
| 3   | Marlboro Mitsubishi Ralliart | 74  |
| 4   | Ford Motor Co. Ltd.          | 36  |
| 5   | Seat Sport                   | 18  |